# Río Krzna
El río Krzna es un corto río de Polonia, que discurre por el voivodato de Lublin, un afluente del río Bug Occidental, a su vez, un afluente del río Vístula. Tiene una longitud de 120 km.
La ciudad más importante por la que pasa el río Krzna es Miedzyrzec Podlaski. El río desagua en el Bug cerca de la frontera con Bielorrusia, no lejos de Brest. 